# نيكولاس فرنانديز ميراندا
نيكولاس فرنانديز ميراندا (بالإسبانية: Nicolás Fernández Miranda) هو لاعب اتحاد الرغبي أرجنتيني، ولد في 25 نوفمبر 1972 في بوينس آيرس في الأرجنتين.

## وصلات خارجية
- نيكولاس فرنانديز ميراندا عل موقع إسبنسكروم (الإنجليزية)
- نيكولاس فرنانديز ميراندا على موقع ItsRugby.co.uk (الإنجليزية)